# Acon
Acon település Franciaországban, Eure megyében. Lakosainak száma 472 fő (2022. január 1.). Acon Breux-sur-Avre, Droisy és Dampierre-sur-Avre községekkel határos.

## Népesség
A település népességének változása:
| Lakosok száma | 289  | 317  | 356  | 451  | 474  | 479  | 468  | 464  | 460  | 472  |
|               | 1968 | 1982 | 1990 | 2006 | 2013 | 2015 | 2017 | 2019 | 2020 | 2022 |